# Michael Bates (giocatore di football americano)
Michael Dion Bates (Victoria, 19 dicembre 1969) è un ex velocista ed ex giocatore di football americano statunitense che ha militato nel ruolo di wide receiver e kick returner nella National Football League (NFL).

## Biografia

### Carriera nell'atletica leggera
Nel giugno 1992 Bates si qualificò terzo ai Trails statunitensi , qualificandosi per i Giochi olimpici, superando Carl Lewis per un centesimo di secondo per ottenere il secondo e ultimo posto disponibile per l'evento.
Ai Giochi olimpici di Barcellona 1992, il suo tempo di 20"38 dalla corsia interna lo pose a 0"37 dalla medaglia d'oro Michael Marsh e a 0"25 dalla medaglia d'argento Frank Fredericks, conquistando la medaglia di bronzo. Il suo primato personale nei 200 metri piani di 20"01 venne stabilito al meeting Weltklasse Zürich 13 giorni dopo le Olimpiadi.

### Carriera nel football americano
Bates fu scelto dai Seattle Seahawks nel corso del sesto giro (150º assoluto) del Draft NFL 1992. A causa delle negoziazioni contrattuali non firmò con Seattle e scioperò per la stagione 1992, anche se il tempo fuori dal rettangolo di giocò lo aiutò a rimettersi in forma per il football. 
Il 7 marzo 1993 firmò con i Seahwks. Fu un wide receiver di riserva, stabilendo un record di franchigia con 22 placcaggi negli special team, venendo votato come riserva al Pro Bowl dietro a Steve Tasker. A luglio 1995 firmò un rinnovo di un anno per 700.000 dollari con Seattle. Dopo che il nuovo capo-allenatore Dennis Erickson ottenne in uno scambio Ricky Proehl e scelse nel draft Joey Galloway, Bates divenne cedibile, venendo svincolato il 27 agosto.
Il giorno successivo Bates firmò con i Carolina Panthers, solo per essere scambiato con i Cleveland Browns per il linebacker Travis Hill. Bates trascorse le ultime tre gare della stagione nella lista degli inattivi e non gli fu rinnovato il contratto. L'11 marzo 1996 firmò come free agent con i Panthers, dove fu convocato per cinque Pro Bowl consecutivi come ritornatore.
Dopo cinque stagioni a Carolina, Bates firmò con i Washington Redskins un contratto biennale del valore di 1,33 milioni di dollari. Fu svincolato il 12 marzo 2002. Il 25 dello stesso mese rifirmò con i Panthers. La sua stagione ebbe però breve durata, a causa di una frattura alla caviglia destra subita in pre-stagione contro i Dallas Cowboys, venendo inserito in lista infortunati il 3 agosto. 
Il 31 marzo 2003, Bates rifirmò con Carolina ma fu svincolato il 31 agosto. Il 10 settembre firmò con i New York Jets ma un infortunio alla mano destra lo fece finire in lista infortunati, dopo di che fu svincolato. Il 26 dicembre firmò per i Dallas Cowboys per la loro corsa nei playoff. A fine stagione non gli fu rinnovato il contratto.
Bates concluse la carriera 9.154 yard e 5 touchdown su ritorno (a uno solo dal record NFL di 6). Fu inserito nella formazione ideale della NFL degli anni 1990. 

## Palmarès

### Football americano
- Convocazioni al Pro Bowl: 5

1996–2000
- All-Pro

1996–2000
- Kick returner dell'anno: 1

1996
- Formazione ideale della NFL degli anni 1990

### Atletica leggera
| Anno | Manifestazione  | Sede       | Evento      | Risultato | Prestazione | Note |
| ---- | --------------- | ---------- | ----------- | --------- | ----------- | ---- |
| 1991 | Universiadi     | Sheffield  | 100 m piani | Oro       | 10"17       |      |
| 1991 | Universiadi     | Sheffield  | 4×100 m     | Oro       | 39"10       |      |
| 1992 | Giochi olimpici | Barcellona | 200 m piani | Bronzo    | 20"38       |      |